# Ceyx flumenicola
A Ceyx flumenicola a madarak osztályának szalakótaalakúak (Coraciiformes) rendjébe és a jégmadárfélék (Alcedinidae) családjába tartozó faj.

## Rendszerezése
A fajt Joseph Beal Steere amerikai ornitológus írta le 1890-ben. Jelenlegi besorolása vitatott, egyes szervezetek szerint az Alcedo argentata alfaja Alcedo argentata flumencola néven.

## Előfordulása
A Fülöp-szigetek középső részén, a Viszajan-szigetekhez tartozó, Samar, Leyte és Bohol szigeteken honos. Természetes élőhelyei a szubtrópusi és trópusi síkvidéki esőerdők és száraz erdők, mocsarak, folyók és patakok környékén, valamint ültetvények. Állandó, nem vonuló faj.

## Megjelenése
Testhossza 14 centiméter.

## Természetvédelmi helyzete
Az elterjedési területe nem nagy és gyorsan csökken, egyedszáma 1500-7000 példány közötti és szintén csökken. A Természetvédelmi Világszövetség Vörös listáján mérsékelten fenyegetett fajként szerepel.